# Jean de Lattre de Tassigny
Jean de Lattre de Tassigny (n. 2 februarie 1889, Mouilleron-en-Pareds, Pays de la Loire, Franța – d. 11 ianuarie 1952, Paris, Franța), a fost un ofițer general francez. Figură importantă a celui de-Al Doilea Război Mondial, companion al eliberării, a fost ridicat la rangul de mareșal al Franței postum.
Tânăr ofițer în timpul Primului Război Mondial, Jean de Lattre de Tassigny luptă pe diverse fronturi, inclusiv la Verdun. Este rănit de cinci ori și încheie războiul cu opt mențiuni, Legiunea de Onoare și distincția Military Cross.
În perioada interbelică, Jean de Lattre de Tassigny participă la războiul din Rif, în Maroc, unde este din nou rănit. Ulterior, își continuă cariera ca ofițer de stat major și comandant de regiment.
La începutul celui de-Al Doilea Război Mondial, în mai-iunie 1940, Jean de Lattre de Tassigny, cel mai tânăr general al Franței (până la numirea în același grad a lui Charles de Gaulle pe 25 mai), comandă Divizia a 14-a de Infanterie în timpul bătăliei Franței. Se opune Wehrmacht-ului în bătălia de la Rethel, în Ardeni, și apoi pe râul Loire, continuând să lupte până la armistițiul din 22 iunie 1940.
Sub regimul de la Vichy, Jean de Lattre de Tassigny rămâne în Armata de armistițiu, unde ocupă posturi de comandament la nivel regional, iar apoi devine comandant-șef al trupelor din Tunisia. La 11 noiembrie 1942, în calitate de comandant al Diviziei Militare a 16-a din Montpellier, în momentul în care zona liberă este invadată de trupele germane, ca urmare a debarcării Aliaților în Africa de Nord, este arestat și condamnat la zece ani de închisoare pentru că a refuzat să se supună guvernului și, fiind singurul general activ care a făcut acest lucru, a ordonat trupelor sale să se opună germanilor. Reușește să evadeze și se alătură CFLN (Comitetul Francez de Eliberare Națională) la Alger, la sfârșitul anului 1943.
După ce s-a alăturat lui de Gaulle, devine unul dintre marii comandanți ai Armatei de Eliberare între 1943 și 1945, remarcându-se la conducerea Primei Armate, care, după debarcarea din Provence din 15 august 1944, a condus campania victorioasă, numită „Rin și Dunăre”, împotriva celui de-al Treilea Reich. Este singurul general francez din Al Doilea Război Mondial care a comandat mari unități americane.
El este reprezentantul Franței la semnarea capitulării Germaniei la Berlin, pe 8 mai 1945, alături de Eisenhower, Jukov și Montgomery.
Comandant-șef al forțelor franceze din Germania în 1945, devine inspector general al Armatei de uscat și șef al Statului Major General al Apărării Naționale în 1947. Între 1948 și 1950, alături de mareșalul Montgomery, este primul comandant-șef al Forțelor Terestre din Europa Occidentală.
La sfârșitul anului 1950, este trimis să redreseze situația de pe frontul indochinez, cumulând funcțiile de guvernator al Indochinei și de comandant-șef al corpului expediționar francez din Extremul Orient. În 1951, obține mai multe victorii importante împotriva Viet Minh, dar, afectat de boală (metastaze canceroase la șold), este nevoit să părăsească Indochina încă de la sfârșitul anului, pentru a se trata în Franța.
Decedat la 11 ianuarie 1952, primește funeralii naționale, în timpul cărora i se conferă titlul de mareșal al Franței postum.

## Origini familiale

Blasonul familiei de Lattre de Tassigny.

Membru al familiei de Lattre de Tassigny, o familie aparținând vechii burghezii franceze, este fiul lui Roger de Lattre de Tassigny (1855-1956) și al Annei Marie-Louise Hénault (1862-1938).
Familia de Lattre își are originea în Guise, în departamentul Aisne. Lambert Joseph de Lattre (1680-1726), senior de Tassigny, s-a căsătorit în 1710, la Guise, cu Marguerite Baudoin. Aceștia au avut doi fii, care au fondat două ramuri: ramura mai mare, care încă există sub numele de Lattre, și ramura mai mică, cunoscută sub numele de Lattre de Tassigny, care s-a stins în 1952 odată cu Mareșalul.
În arhivele orașului Laon se găsește actul de botez (secolul al XVIII-lea) al lui „César François Marie Joseph, fiul domnului Robert François Joseph de Lattre de Tacigny […] și având ca nașă pe Marie Anne Baudoin, văduva domnului Lambert Joseph de Lattre de Tacigny, fost avocat la parlament și fost primar al orașului Guise”.
În 1829, Laurent Delatre, născut în 1799 la Poitiers, a obținut de la tribunalul din Poitiers rectificarea numelui său în „de Lattre de Tassigny”.

## Carieră militară
Jean urmează cursurile colegiului Saint-Joseph din Poitiers și își continuă studiile la Paris. Între 1898 și 1904, se pregătește la liceul Sainte-Geneviève pentru admiterea la Școala Specială Militară de la Saint-Cyr, unde este acceptat în 1908, clasându-se pe locul 4 din 210 candidați. Face pregătirea militară la Regimentul 29 Dragoni din Provins. Este elev la École Saint-Cyr între 1909 și 1911, în promoția „Mauritanie”, din care iese clasat pe locul 201. În 1911, intră la Școala de Cavalerie din Saumur.

### Primul Război Mondial

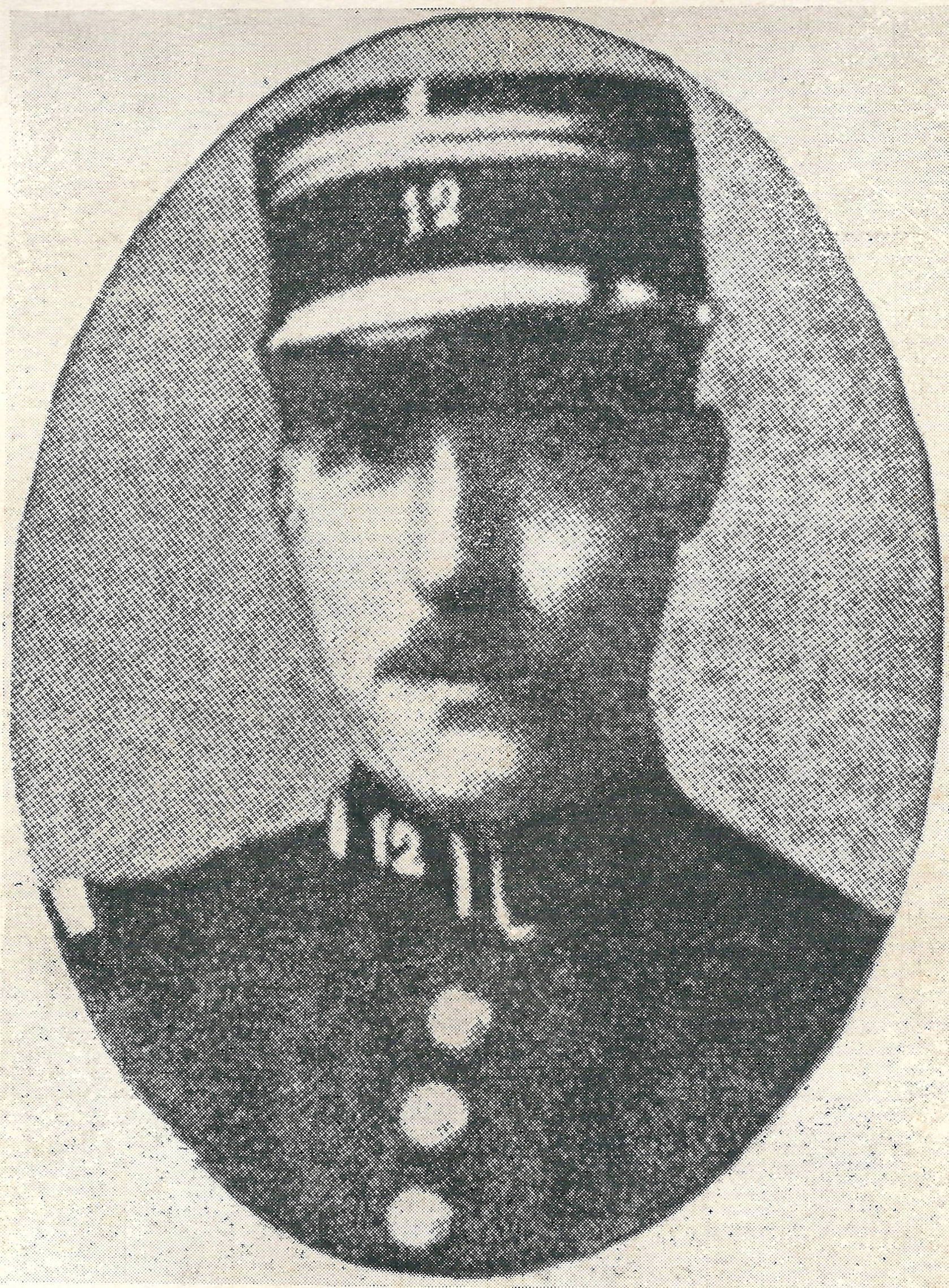
Jean de Lattre de Tassigny, locotenent în Regimentul 12 Dragoni, în 1914.

În 1912, este sublocotenent și este repartizat la Regimentul 12 Dragoni din Pont-à-Mousson, iar mai târziu este trimis pe front. Este rănit pentru prima dată pe 11 august 1914 de un șrapnel în timpul unei misiuni de recunoaștere. Pe 14 septembrie, este din nou rănit, de data aceasta de o lance a unui uhlan bavarez, în timp ce conducea un pluton de dragoni într-un atac, fiind ulterior evacuat la Montauville.
Tânăr locotenent de infanterie, îi face o vizită lui Georges Clemenceau, născut și el la Mouilleron-en-Pareds. Văzându-l plecând, Clemenceau îi spune fidelului său Albert Boulin: „Priviți-l bine pe acesta și țineți-l minte. Va ajunge departe, foarte departe.”
În 1915, el devine căpitan în Regimentul 93 Infanterie, luptă la Verdun timp de șaisprezece luni, Chemin des Dames și încheie războiul cu cinci răni, opt citări, distincția Legiunea de Onoare (pe 20 decembrie 1914) și Military Cross. Este repartizat la al 2-lea Birou, în cadrul Statului Major al Diviziei 21.

### Perioada interbelică
În 1919, este repartizat la secția franco-americană din Bordeaux, apoi la Regimentul 49 Infanterie din Bayonne. Între 1921 și 1926, este trimis în Maroc, unde, între 1922 și 1923, participă la operațiuni în regiunea Haute Moulouya și la Taza. În timpul războiului din Rif, declanșat de revolta lui Abd el-Krim (1925-1926), devine șef de stat-major al regiunii Taza. Este din nou rănit în operațiuni, primește trei citări și este avansat la gradul de comandant de batalion.
Între 1927 și 1929, urmează cursurile École de guerre, unde este șef de promoție (a 49-a promoție). În 1927, se căsătorește cu Simonne Calary de Lamazière, iar în 1928 li se naște un fiu, Bernard. În 1929, de Lattre este repartizat la Regimentul 5 Infanterie din Coulommiers.
La 25 noiembrie 1929, Jean de Lattre, prieten al „Tigrului”, și soția sa, în calitate de rezidenți ai localității Mouilleron-en-Pareds, se numără printre puținii vendéeni catolici care participă la funeraliile civile ale lui Georges Clemenceau, desfășurate la „Colombier” din Mouchamps.
În 1931, este repartizat la Biroul 4 al Statului Major al Armatei, iar în 1932 este avansat la gradul de locotenent-colonel și numit în Statul Major al generalului Weygand, vicepreședintele Consiliului Superior de Război. În această funcție, urmărește îndeaproape politica externă, inclusiv relațiile cu URSS, și problemele legate de bugetele militare în politica internă. În februarie 1934, face parte, alături de Adrien Marquet, Philippe Henriot, Georges Scapini și Xavier Vallat, dintr-un grup care complotează împotriva Republicii; cu această ocazie, mareșalul Pétain, ministrul de Război la acel moment, își exprimă, fără succes, dorința ca Weygand să-l „demită” pe de Lattre. După retragerea lui Weygand, care atinge limita de vârstă, de Lattre este menținut în Statul Major al Consiliului Superior de Război sub conducerea generalului Georges.
În 1935, este avansat la gradul de colonel și preia comanda Regimentului 151 Infanterie din Metz. Între 1937 și 1938, urmează cursurile Centrului de Studii Militare Avansate, iar în 1938 devine șeful Statului Major al guvernatorului militar al Strasbourgului, generalul Héring.

### Al Doilea Război Mondial

#### Bătălia Franței

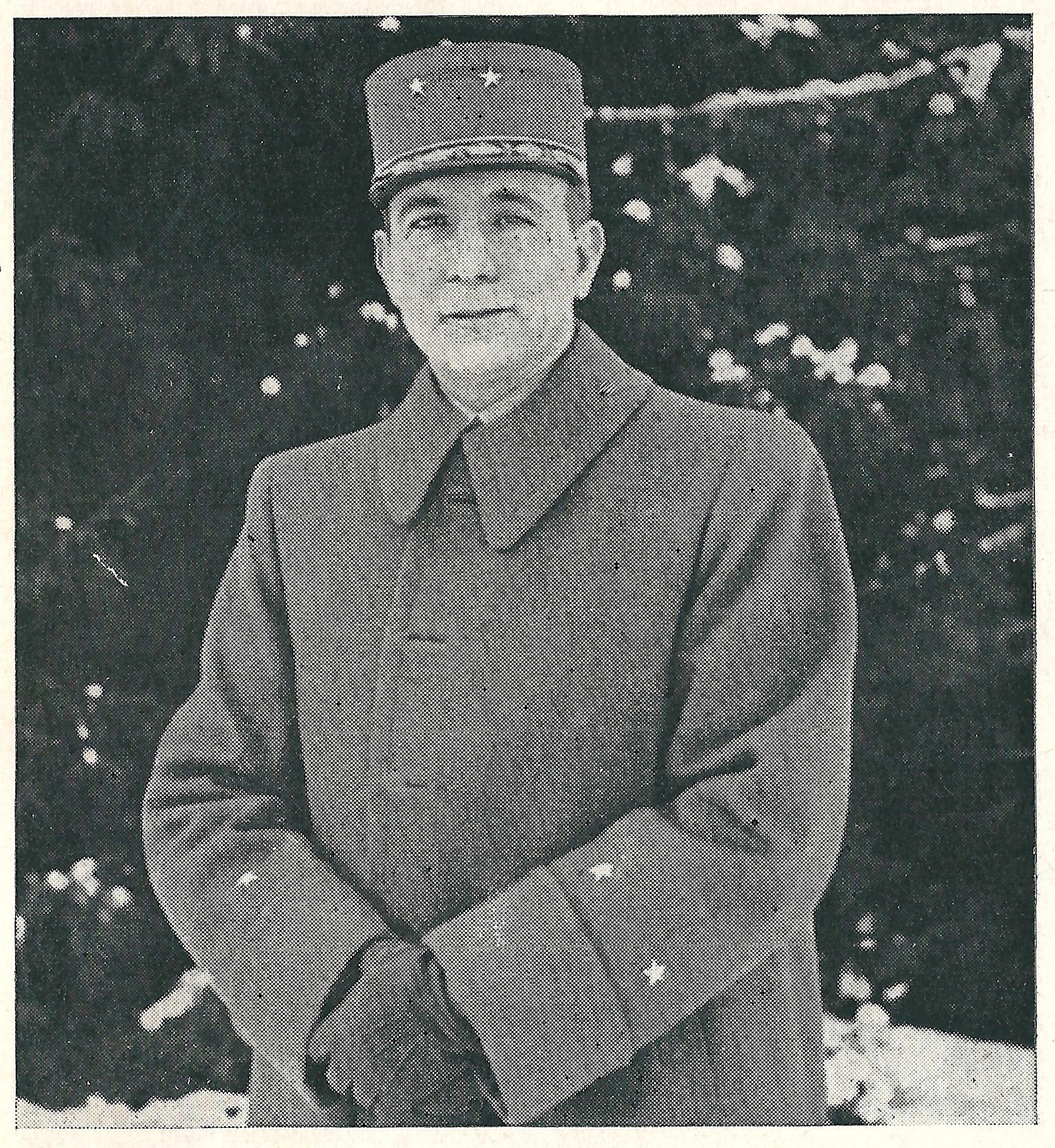
Jean de Lattre de Tassigny, cel mai tânăr general de brigadă al armatei franceze în 1939.

Promovat general de brigadă pe 22 martie 1939 – devenind astfel cel mai tânăr general al Franței la acea vreme – devine șef de stat-major al armatei a 5-a pe 3 septembrie 1939. La 1 ianuarie 1940, preia comanda Diviziei a 14-a de Infanterie, „Divizia Așilor”, pe care o conduce în timpul confruntărilor cu Wehrmacht-ul la Rethel, unde divizia sa rezistă timp de o lună, respingând de trei ori atacurile germane pe râul Aisne și capturând două mii de prizonieri. Continuă să lupte până în Champagne, la Mourmelon, după care se retrage, ducând lupte de întârziere, pe râurile Marna, Yonne, Loara și până la Nevers. Divizia își păstrează coeziunea militară pe tot parcursul luptelor, în ciuda înfrângerii.

#### Armata de la Vichy
După armistițiu, rămâne în Armata de la Vichy și, din iulie 1940 până în septembrie 1941, este adjunct al generalului comandant al Diviziei a 13-a militară la Clermont-Ferrand și comandant militar al departamentului Puy-de-Dôme. În acea perioadă, moralul trupelor era profund afectat, iar el se dedică restaurării încrederii soldaților prin disciplină. Considerând că regimul mareșalului Pétain apără interesul național, se conformează directivelor acestuia.
Interesându-se de tineret, organizează, în afara programelor de lucru din Chantiers de jeunesse, propriile șantiere și o școală de cadre militare în satul și castelul Opme (Romagnat, aproape de Clermont-Ferrand), pe care le reconstruiește cu ajutorul studenților alsacieni refugiați și al soldaților. Scopul său era de a „forma lideri” pentru o armată capabilă să lucreze în echipă și de a extinde această experiență la întreaga Armată a Armistițiului.
La moartea secretarului de stat pentru Război din guvernul Darlan, generalul Huntziger, în noiembrie 1941, de Lattre încearcă, fără succes, să obțină acest post. Promovat general de divizie, devine comandant-șef al trupelor din Tunisia, unde creează o altă școală de cadre, la Salammbô (un cartier al orașului Tunis). Rămâne acolo doar patru luni, de la sfârșitul lunii septembrie 1941 până la 2 februarie 1942, când este rechemat în Franța, la cererea germanilor, pentru că a refuzat să aprovizioneze Afrika Korps.
Ulterior, în 1942, comandă Divizia a 16-a militară la Montpellier, este promovat general de corp de armată și înființează din nou o școală de cadre, la Carnon (Mauguio). Deși germanii îi sunt ostili și SOL (Service d’ordre légionnaire) din Montpellier îl denunță ca „simpatizant gaullist”, își păstrează postul în Armata de Armistițiu.
Spre deosebire de mulți militari din Armata de la Vichy și de Mitterrand, de Lattre nu a fost niciodată decorat cu Francisca, iar dintre cei opt generali comandanți ai diviziilor militare, el este singurul care nu a primit această distincție.
La 21 iunie 1942, generalul Giraud, care tocmai evadase din fortăreața Königstein și începea să stabilească contacte pentru planurile sale de viitor, îl întâlnește pe de Lattre la Montpellier, dar îl consideră „prudent și evaziv”. În august 1942, abordat de Jean Moulin pentru a prelua conducerea Armatei Secrete, de Lattre refuză. În aceeași perioadă, obține pentru filosoful Jean Cavaillès, pe care îl apreciază, un drept de vizită, permițându-i acestuia să aibă acces la cărțile necesare redactării lucrării Despre logică și teoria științei.
În septembrie-octombrie 1942, când Aliații pregăteau deschiderea unui al doilea front în Africa de Nord, dorind să ajungă la o înțelegere cu regimul de la Vichy, care controla regiunea, pentru a evita rezistența francezilor, căutau un lider cu care să colaboreze pentru organizarea operațiunilor. După refuzul lui Weygand, numele generalului de Lattre a fost menționat, alături de alte nume (atât militare, cât și politice). Cu toate acestea, el nu a fost ales.

#### Arestarea

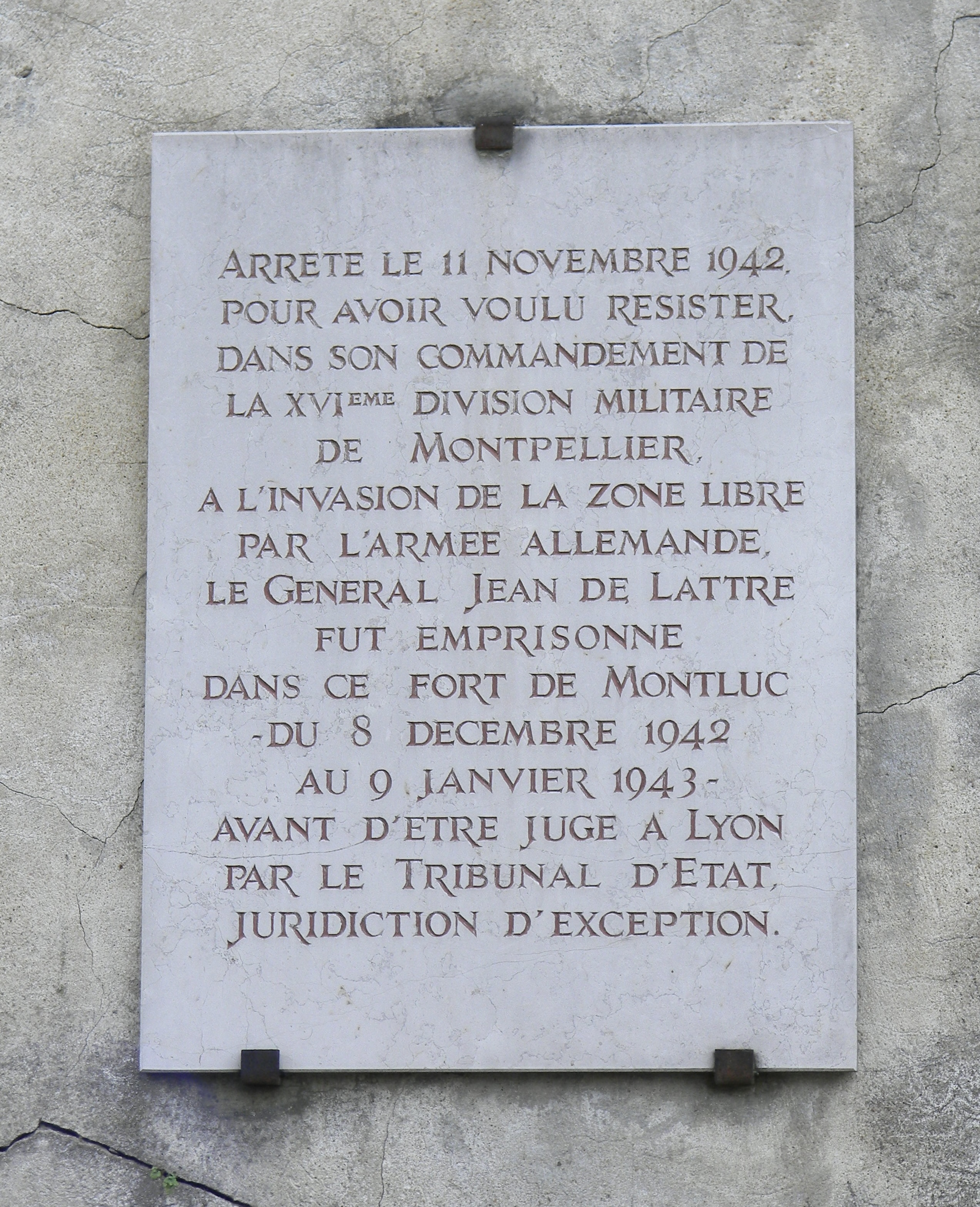
Placă comemorativă la închisoarea Montluc din Lyon.

În urma debarcării Aliaților în Africa de Nord, zona liberă a Franței este invadată de trupele germane pe 11 noiembrie 1942. Fiind singurul general activ care a făcut acest lucru, de Lattre refuză ordinul guvernului de la Vichy, transmis de ministrul Bridoux, de a nu opune rezistență. El ordonă trupelor sale să lupte împotriva germanilor, dar este arestat de jandarmi pe 12 noiembrie 1942, la Saint-Pons-de-Thomières. Este internat în închisoarea militară Furgole din Toulouse, apoi transferat la închisoarea Montluc din Lyon.
Pe 9 ianuarie 1943, de Lattre compară în fața judecătorilor francezi din secția de la Lyon a Tribunalului de Stat, o jurisdicție de excepție care judeca în ședințe secrete. Tribunalul era format dintr-un magistrat și patru alți judecători desemnați de guvern: doi ofițeri generali, un prefect onorific și șeful SOL, Joseph Darnand. De Lattre este condamnat la zece ani de închisoare, dar își păstrează gradul militar. De asemenea, nu este radiat din Ordinul Național al Legiunii de Onoare.
Acest episod îl determină pe prefectul Hontebeyrie să afirme: „Când aflăm că [germanii] au trecut granița, ne preocupăm mult mai mult de arestarea lui de Lattre decât de arestarea germanilor.”.

#### Ralierea la de Gaulle
Reușind să evadeze din închisoarea din Riom în noaptea de 2 spre 3 septembrie 1943, cu ajutorul soției sale, al fiului său, al lui Louis Roetsch și al Rezistenței, de Lattre se ascunde timp de o lună în Auvergne, la Compains. Ulterior, pe 17 octombrie, fuge prin Port d'Arciat (Crêches-sur-Saône) și terenul de aterizare clandestin „Aigle” din Manziat, la nord de Mâcon, pentru a ajunge la Londra și apoi la Alger, unde sosește pe 20 decembrie 1943.
Între timp, la 11 noiembrie 1943, generalul de Gaulle îl promovează la rangul de general de armată. După sosirea la Alger, de Lattre îi face o vizită generalului Giraud, fostul său superior de la Metz, care îi oferă „o primire foarte cordială” și îi asigură sprijinul.
În decembrie 1943, preia comanda Armatei B — care va deveni Prima Armată Franceză pe 25 septembrie 1944 — formată prin fuziunea, realizată pe 31 iulie 1943, între elemente ale Forțelor Franceze Libere, armata Africii și voluntari. Rămânând fidel principiilor sale, înființează un centru de instruire pentru cadre la Douera (aproape de Alger). Această armată eliberează insula Elba între 17 și 19 iunie 1944.

#### Debarcarea în Provence și avansul pe valea Ronului
Ca comandant al Armatei B, de Lattre participă la pregătirile pentru Operațiunea Anvil-Dragoon împreună cu Aliații, o ofensivă legată de Operațiunea Overlord, care face parte din strategiile de pe frontul de vest, având ca scop respingerea germanilor până la Rin. Forțele alocate pentru această operațiune, aflată sub comanda generalului Patch, erau formate în mare parte din cele șapte divizii ale armatei lui de Lattre (256.000 de oameni), trei divizii americane, precum și forțe speciale și aeropurtate ale Armatei a 7-a.
Împreună cu americanii din Corpul 6 al Armatei a 7-a, de Lattre și comandanții săi de corp de armată, generalii Béthouart și de Larminat (înlocuit ulterior de de Monsabert), debarcă în Provence începând cu 15 august 1944. Cu participarea activă a elementelor Forțelor Franceze din Interior (FFI), aceștia cuceresc Toulon pe 27 august și Marsilia pe 29 august, cu aproape o lună înaintea previziunilor.
Capturarea acestor două porturi, prin creșterea capacității de primire a trupelor și materialelor, comparativ cu frontul din Normandia, aduce un avantaj decisiv pentru continuarea operațiunilor pe frontul de vest.

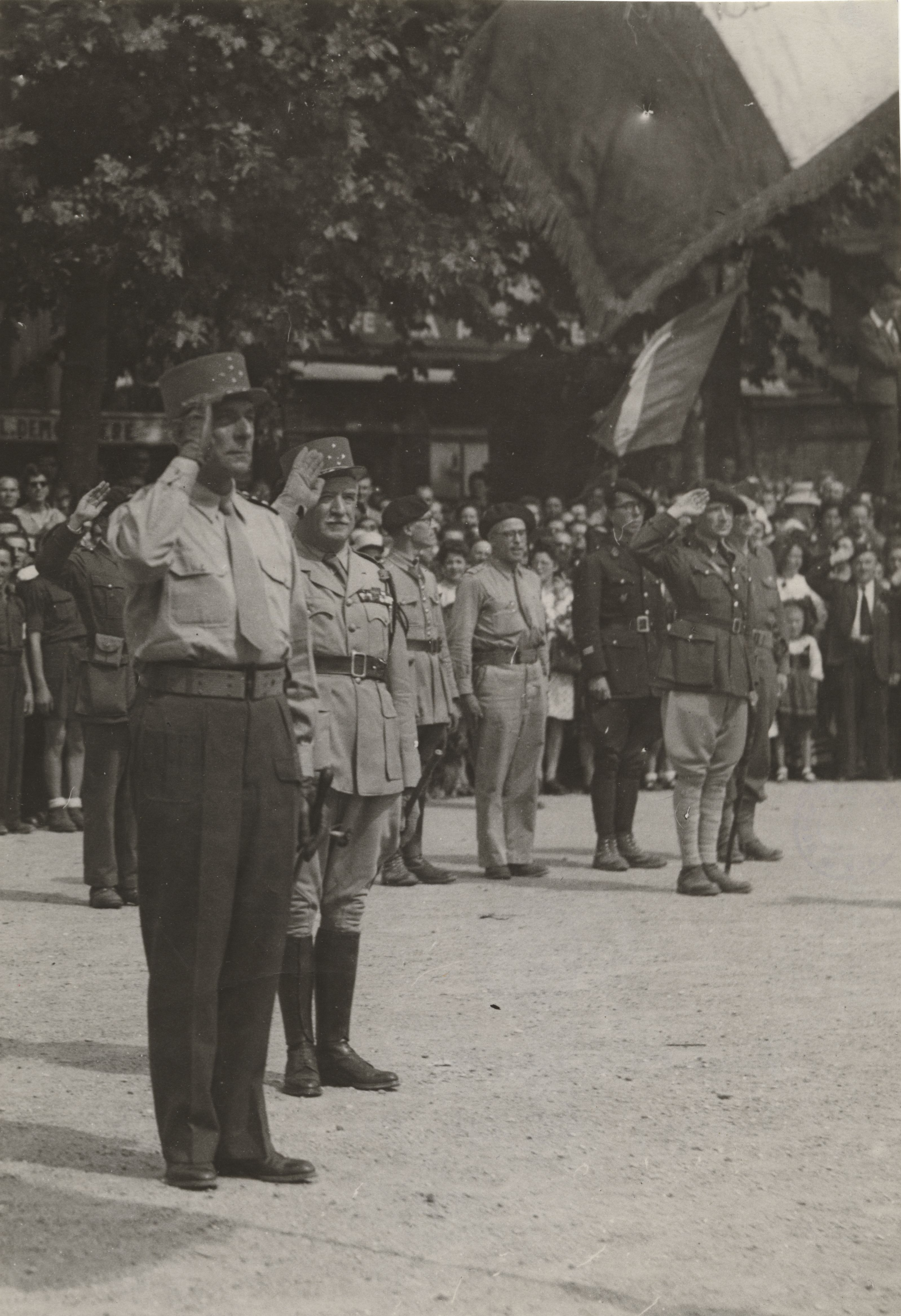
Ceremonie militară pe 5 septembrie 1944, în Place Bellecour, după eliberarea orașului Lyon.

Armatele continuă să urce pe valea Ronului, eliberând Saint-Étienne (2 septembrie), Lyon (3 septembrie), Mâcon, Chalon-sur-Saône, Beaune și Autun (8 septembrie).
Încorporând în armata sa un număr mare de luptători proveniți din Forțele Franceze din Interior (FFI), de Lattre reușește să își mărească efectivele semnificativ (de la 137.000 de oameni), ajungând ca armata sa să numere aproape 400.000 de soldați. Începând din septembrie 1944, Armata Eliberării devine un „fericit amalgam al armatei de armistițiu, al Franței libere și al Forțelor Franceze din Interior […]”. Acest amalgam, în continuarea logică a formării Armatei B, este menținut în Prima Armată, prin integrarea forțelor provenite din Rezistență, și se dovedește un succes.

#### Campania Rin și Dunăre

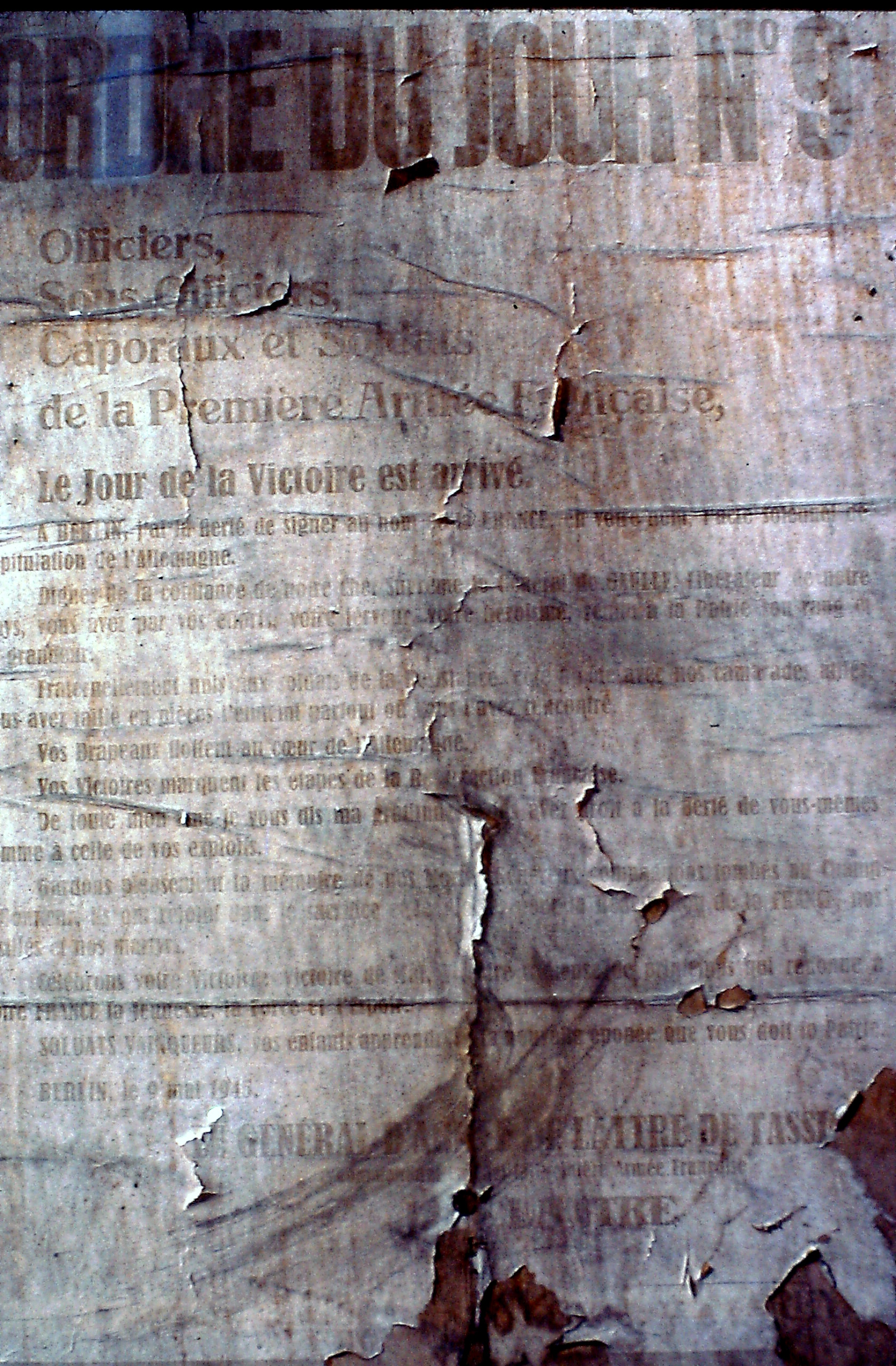
Afiș al lui De Lattre de Tassigny anunțând victoria, pe 9 mai 1945 (fotografiat la Strasbourg în 1979).

După ce a realizat joncțiunea cu Divizia a 2-a Blindată venind din Normandia, la Montbard, Aisey-sur-Seine și Nod-sur-Seine, în apropiere de Dijon, pe 12 septembrie 1944, Prima Armată participă, la începutul lunii octombrie, la bătălia din Munții Vosgi.
La 17 noiembrie, cucerește Montbéliard și Héricourt, apoi Gérardmer, ajungând pe malul Rinului pe 19 noiembrie, înaintea tuturor celorlalte armate aliate. Ulterior, eliberează Mulhouse (24 noiembrie) și Belfort (25 noiembrie).
Contraatacul german din Ardeni (16 decembrie 1944 - 30 ianuarie 1945), care oprește temporar înaintarea Aliaților și îi face să se retragă, îl obligă pe Eisenhower să deplaseze trupe pentru a menține frontul și să ia în considerare posibilitatea unei retrageri în Munții Vosgi, abandonând Alsacia și Strasbourg.
Pentru de Gaulle, care consideră că o astfel de decizie ar fi „un dezastru național ireparabil”, nu poate fi vorba să permită germanilor să recucerească Alsacia, și cu atât mai puțin Strasbourg, oraș-simbol, eliberat de Divizia a 2-a Blindată a generalului Leclerc, pe 23 noiembrie. Pe teren, de Lattre și superiorul său american, generalul Devers, comandantul Grupului al 6-lea de Armate, de care depinde Prima Armată Franceză din septembrie 1944, sunt de acord că retragerea din regiune trebuie să fie o soluție de ultimă instanță.
În timp ce de Gaulle reușește să-l convingă pe Eisenhower, pe 3 ianuarie 1945, într-o reuniune la nivel înalt la care participă și Churchill, și în ciuda unui ordin de retragere — despre care află abia pe 2 ianuarie — emis în urma unui nou atac german pe 31 decembrie asupra Sarreguemines, Bitche și dinspre Colmar, de Lattre ordonă apărarea Strasbourgului. El anticipează astfel ordinul lui de Gaulle „într-o perfectă convergență” și cu acordul lui Eisenhower, cu douăzeci și patru de ore înainte.
Prima Armată reușește să mențină controlul asupra Strasbourgului și împrejurimilor sale, în ciuda pierderilor grele.
La cererea sa de întăriri, generalul Devers decide, pe 19 ianuarie 1945, să plaseze cele patru divizii ale Corpului 21 de armată american, condus de generalul Milburn, sub comanda generalului de Lattre, făcându-l astfel singurul general francez din Al Doilea Război Mondial care a comandat mari unități americaneKaspi, André; Grynberg, Anne; Nicault, Catherine; Wieviorka, Annette (2008). La Libération de la France : juin 1944–janvier 1946 (în franceză). Paris: Succès du Livre Éditions. p. 68. ISBN 978-2-7382-2368-5..
Armata lui de Lattre participă, începând cu 20 ianuarie, la reducerea pungii de la Colmar. Orașul este eliberat pe 2 februarie.

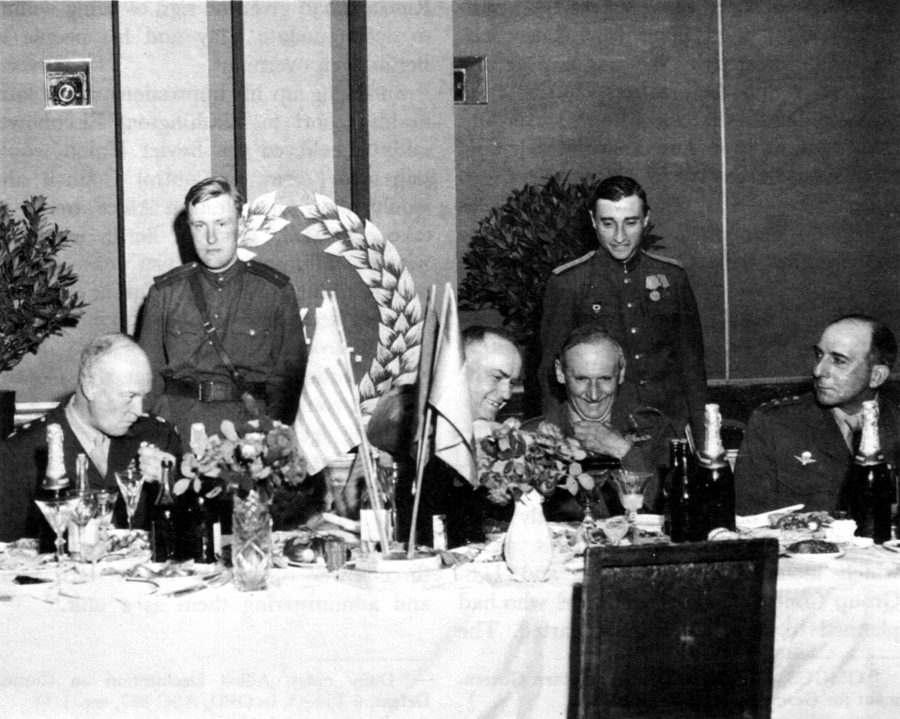
Eisenhower, Jukov, Montgomery, de Lattre, la Berlin, pe 5 iunie 1945.

La 12 februarie 1945, generalul de Lattre decide înființarea unei noi școli de cadre la Rouffach, pentru a asigura formarea membrilor FFI recrutați în timpul campaniei. Această școală, mutată la Strasbourg în 1946, va deveni Școala Militară din Strasbourg.
Victoriile generalului de Lattre provoacă atunci un val de panică la Sigmaringen, unde exilații regimului de la Vichy, printre care și Laval, încep să își organizeze fuga; acest exod se accelerează odată cu înaintarea Aliaților.
De Lattre intră în Germania după ce traversează Rinul, în perioada 30-31 martie 1945, urmând ordinele lui De Gaulle din 29 martie, care îi cer să cucerească Karlsruhe și Stuttgart, în ciuda planurilor americane. Prima Armată depășește linia Siegfried, pătrunde în Pădurea Neagră, cucerește Karlsruhe (3 aprilie) și Stuttgart, după lupte grele în care neutralizează patru divizii germane și capturează 9.000 de prizonieri.
Acest episod provoacă un nou conflict între Eisenhower și De Gaulle, care îi cere insistent lui de Lattre, pe 2 aprilie, „să mențină o garnizoană franceză la Stuttgart și să instituie imediat un guvern militar acolo, indiferent de ceea ce ar putea spune sau gândi americanii”. Deși generalul Devers protestează, de Lattre, menținându-și trupele pe poziții și oferind toate facilitățile americanilor, răspunde că decizia aparține guvernelor. Incidentul este închis pe 28 aprilie, când noul președinte american, Harry Truman, evită escaladarea tensiunilor între Aliați, având în vedere apropierea capitulării Germaniei.
Armata lui de Lattre continuă ofensiva spre Sigmaringen, cucerită de francezi pe 22 aprilie, apoi spre Ulm, pe Dunăre (24 aprilie), atingând granița elvețiană de la Basel până la Konstanz. Campania numită „Rin și Dunăre” se încheie la pasul Arlberg, în Austria.
Pe 8 mai 1945, generalul de Lattre reprezintă Franța la semnarea capitulării Germaniei la Berlin, în cartierul general al mareșalului Jukov.

### După război

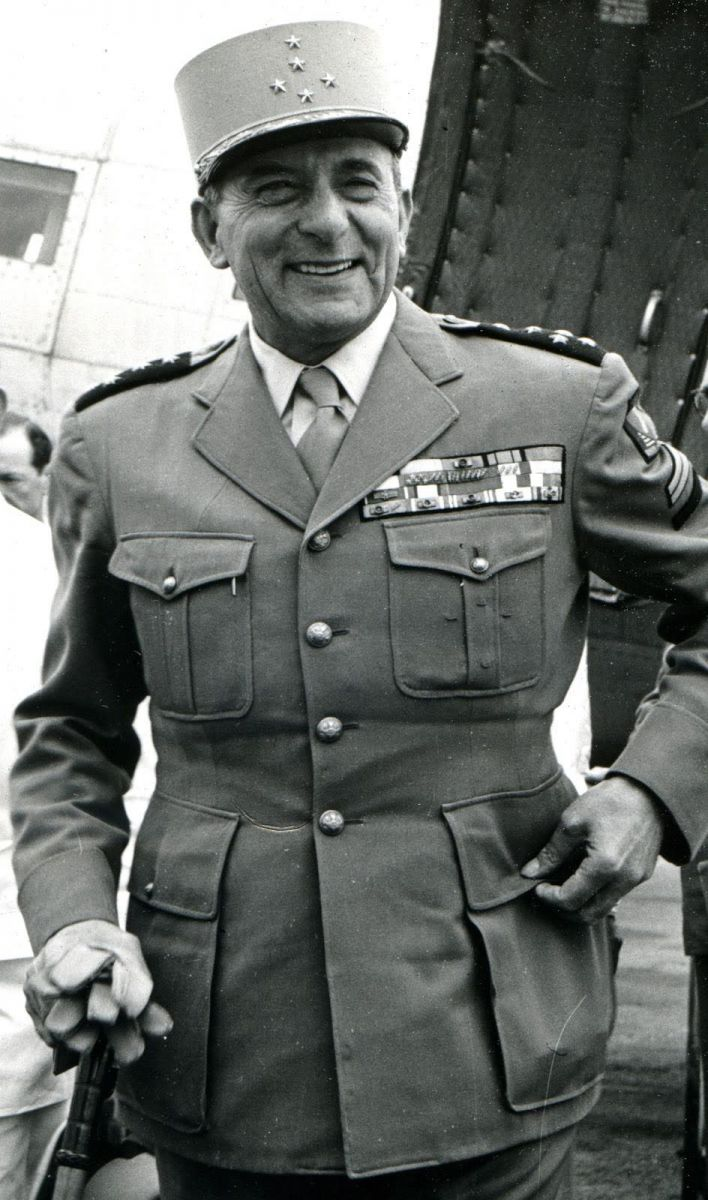

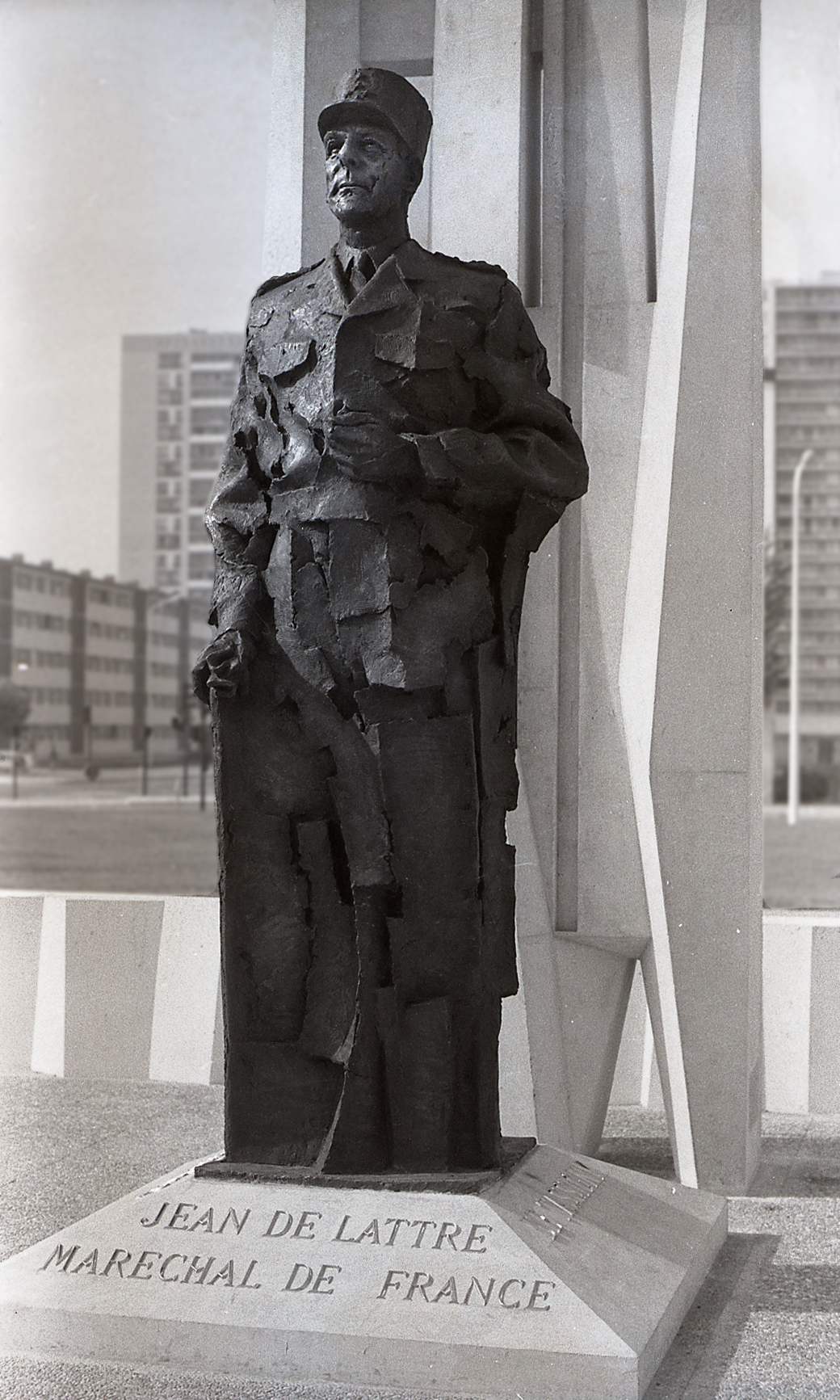
Monument dedicat mareșalului de Lattre de Tassigny la Mantes-la-Jolie, realizat de sculptorul Jacques Le Nantec.

Între 31 martie 1945 și 27 mai 1945, de Lattre a fost comandantul suprem al forțelor franceze în Germania.
Pe 17 iunie 1945, escadrila Normandie-Niémen, care se întoarce în Franța, face o escală la Stuttgart. Eroii sunt primiți de generalul de Lattre. Aceștia ajung la Paris pe 20 iunie 1945, după o escală la baza aeriană din Saint-Dizier.
În septembrie 1945, de Lattre se deplasează, printre altele, la Marsilia pentru a felicita ofițerii și soldații demobilizați ai Diviziei a 4-a Marocane de Munte (4e DMM).
Între decembrie 1945 și martie 1947, de Lattre a fost inspector general al Armatei de uscat. În martie 1947, devine vicepreședinte al Consiliului Superior al Războiului și șef al Statului Major General al Apărării Naționale, păstrând totodată funcția de inspector general al Armatei, iar ulterior devine inspector general al Forțelor Armate.
Din octombrie 1948 până în decembrie 1950, sub coordonarea mareșalului Montgomery, ocupă funcția de prim comandant suprem al Forțelor Terestre ale Organizației de Apărare a Uniunii Occidentale, la Fontainebleau.
În octombrie-noiembrie 1947, de Lattre desfășoară o misiune diplomatică și economică în America Latină, în cadrul căreia are întrevederi cu președintele argentinian Perón, președintele chilian Videla, președintele uruguayan Berres și președintele brazilian Dutra, precum și cu numeroși miniștri și oficiali de rang înalt din aceste țări. De asemenea, se întâlnește cu reprezentanții comunităților franceze și susține numeroase conferințe.

#### Războiul din Indochina
La 6 decembrie 1950, de Lattre devine Înalt Comisar, comandant-șef în Indochina și comandant-șef al corpului expediționar francez în Extremul Orient. Acesta ajunge la Saigon pe 17 decembrie 1950 și înființează o Armată Națională Vietnameză.
El redresează situația în Tonkin și obține victorii împotriva generalului Giap, în special la Vinh Yen (18 ianuarie 1951) — unde se deplasează personal —, Dong Trieu, Mao Khé (martie 1951), Ninh Binh (mai 1951) și în bătălia de pe râul Day, în iunie.
De Lattre se deplasează la Saigon în luna iulie pentru a lansa un apel către tineretul vietnamez și pentru a asista, alături de împăratul Bao Dai, la parada de 14 iulie.
În septembrie, el efectuează misiuni la Washington — unde este primit de președintele Truman și la Pentagon și răspunde la un interviu televizat în emisiunea Meet the Press despre problema indochineză —, precum și la Londra și Roma, unde se întâlnește cu papa Pius al XII-lea.
Se întoarce în Indochina pe 19 octombrie, în timp ce un nou atac al Viet Minh tocmai fusese respins la Nghia Lo, în regiunea Taï.
De Lattre trebuie să se întoarcă în Franța pentru a participa la conferința Statelor Asociate și pentru a prezenta un raport asupra situației din Indochina. Părăsește definitiv Indochina pe 15 noiembrie 1951, după ce și-a luat rămas bun de la soldații săi la Hoa Binh, unde cu o zi înainte avusese loc o operațiune aeropurtată.

#### Mareșal al Franței
Epuizat de suprasolicitarea la care s-a supus de-a lungul întregii sale cariere, agravată de rana suferită în 1914, profund afectat de moartea fiului său Bernard — ucis în luptă la Ninh Bình, pe 30 mai 1951 — și suferind de metastaze la șold, el moare la Neuilly-sur-Seine pe 11 ianuarie 1952 în urma unei operații.
El este ridicat la rangul de mareșal al Franței, postum, de către președintele Republicii, Vincent Auriol, în ziua funeraliilor sale naționale, celebrate pe 15 ianuarie 1952 la catedrala Notre-Dame din Paris și la Hôtel des Invalides, în prezența, printre alții, a lui Charles de Gaulle, Dwight David Eisenhower și Bernard Montgomery.

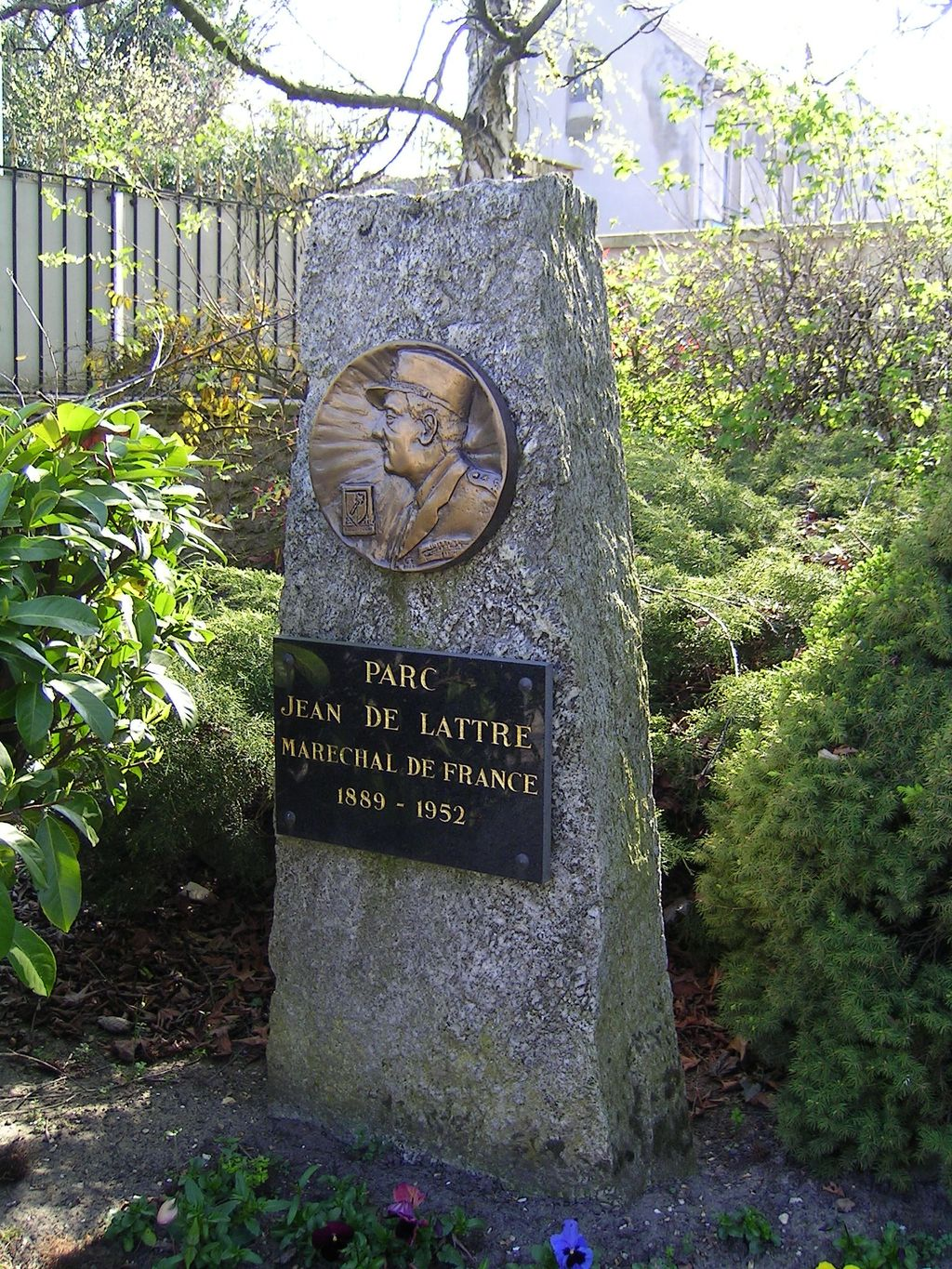
Monumentul din parcul primăriei din Coubron.

Demnitatea de mareșal al Franței nu mai fusese acordată de la momentul în care fuseseră onorați învingătorii Primului Război Mondial, iar după el, trei generali de armată au fost ridicați la această demnitate: Alphonse Juin, în timpul vieții, Philippe Leclerc de Hauteclocque, postum, și Pierre Kœnig, de asemenea postum.
El este înmormântat în satul său natal, Mouilleron-en-Pareds, unde a fost creat „Muzeul Național al celor Două Victorii” — redenumit ulterior „Muzeul Național Clemenceau - De Lattre” —, care include casa natală a lui Jean de Lattre și este administrat de Direcția Muzeelor din Franța (Ministerul Culturii).
A fost membru al Academiei de Stanislas.

## Distincții

### Decorații franceze
- Medalia Militară (1945[80])[n 9]
- Marea Cruce a Legiunii de Onoare (10 februarie 1945)

- Mare Ofițer al Legiunii de Onoare (12 iulie 1940)
- Comandor al Legiunii de Onoare (20 decembrie 1935)
- Ofițer al Legiunii de Onoare (16 iunie 1920)
- Cavaler al Legiunii de Onoare (20 decembrie 1914)

- Ordinul Eliberării (Companion al Eliberării, decret din 20 noiembrie 1944[18])
- Crucea de război 1914-1918 (trei palme, două stele de argint aurit, două stele de argint și o stea de bronz)
- Crucea de război 1939-1945 (opt palme)
- Crucea de război pentru Teatrele de Operații Exterioare (trei palme)
- Medalia Interaliată a Victoriei
- Medalia Comemorativă a Războiului 1914-1918
- Medalia Colonială (cu bară „Maroc”)
- Medalia Evadaților
- Medalia de Aur pentru Educație Fizică
- Medalia de Aur pentru Sănătate Publică

### Distincții străine
- Marea Cruce a Ordinului Eliberatorului General San Martín (Argentina)
- Crucea de Război belgiană 1915 (o palmă) (Belgia)
- Marele Cordon al Ordinului Leopold (Belgia)
- Comandor al Ordinului Meritului Brazilian (Brazilia)
- Marea Cruce a Ordinului Steaua Neagră (Benin)
- Marea Cruce a Ordinului Regal al Cambodgiei (Cambodgia)
- Marea Cruce a Ordinului Meritului din Chile (Chile)
- Meritul Militar cu agrafă albă (Cuba)
- Marea Cruce a Ordinului Dannebrog (Danemarca)
- Marea Cruce a Ordinului Milionului de Elefanți și al Umbrelei Albe (Laos)
- Ordinul Meritului Militar Șerifian (Maroc)
- Marele Cordon al Ordinului Ouissam Alaouite (Maroc)
- Meritul Militar (Mexic)
- Marea Cruce a Ordinului Sfântul Olaf (Norvegia)
- Marea Cruce a Ordinului Orange-Nassau (Țările de Jos)
- Comandor al Ordinului Militar Virtuti Militari (Polonia)
- Ordinul Crucea de Grunwald, Clasa I (Polonia)[81]
- Crucea Militară (Regatul Unit)
- Cavaler al Marii Cruci al Ordinului Bath (Regatul Unit)
- Crucea de Război (Cehoslovacia)
- Marea Cruce a Ordinului Leului Alb (Cehoslovacia)
- Marea Cruce a Ordinului Nichan Iftikhar (Tunisia)
- Marea Cruce a Ordinului Sângelui (Tunisia)
- Medalia Distinguished Service a Armatei (SUA)
- Legiunea de Merit (grad de legionar) (SUA)
- Ordinul Suvorov (URSS)
- Marea Cruce a Ordinului Național al Vietnamului (Vietnam)

## Lucrări
- de Lattre de Tassigny, Jean (1945). Première Armée Française – Ordres du jour et Messages (în franceză). Strasbourg.
- de Lattre de Tassigny, Jean (1946). L'Armée Française de Transition (în franceză). Service des Éditions de l'Armée.
- de Lattre de Tassigny, Jean (1947). Textes du général de Lattre de Tassigny (în franceză). Paris.
- de Lattre de Tassigny, Jean (1949). Histoire de la première armée française : Rhin et Danube (în franceză). Paris: Plon.
- de Lattre de Tassigny, Jean (1949). La Victoire à Berlin (în franceză). Paris: Plon.
- de Lattre de Tassigny, Jean (1984). Ne pas subir : Écrits 1914-1952 (în franceză). Paris: Plon. ISBN 978-2-259-01100-6.
- de Lattre de Tassigny, Jean (1985). Reconquérir – Écrits 1944-1945 (în franceză). Paris: Plon. ISBN 978-2-259-01293-5.
- de Lattre de Tassigny, Jean (1987). La ferveur et le sacrifice : Indochine 1951 (în franceză). Paris: Plon.
- Dinfreville, Jacques (1970). „De Lattre à l'état-major de Weygand”. Revue des Deux Mondes (în franceză).